# 陳昭常

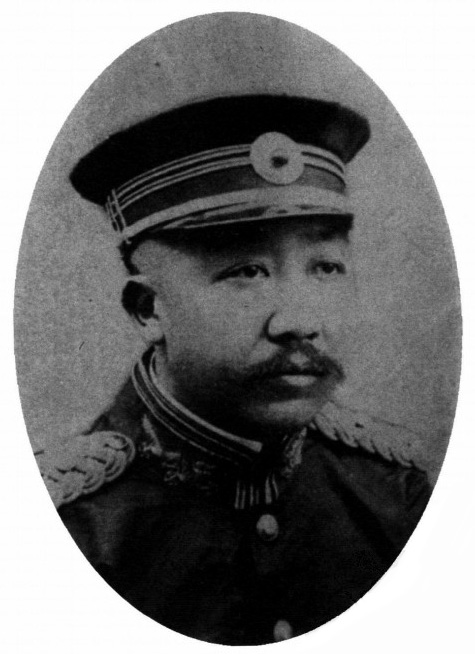
陳昭常

陳昭常（1867年—1914年10月24日），字平叔，又字簡穉（亦作簡始、諫墀），室名廿四花風館、揀風花風信館，廣東江門潮連鄉人（今廣東江門蓬江區潮連島），清末民初政治人物。

## 生平
光緒十五年（1889年）舉人，光緒二十年（1894年）進士，同年五月，改翰林院庶吉士。光緒二十一年（1895年）授刑部江蘇司行走。光緒二十三年（1897年）任洋務局會辦。光緒二十八年（1902年）升任洋務局總辦，兼任政務局會辦。同年出任京师大學堂監督。光緒二十八年（1902年），調廣西，署廣西按察使、廣西右江道，兼總理右江營務處。後署琿春副都統。光緒三十四年（1908年），署吉林巡撫。
中華民國成立後，1912年（民国元年）3月任第一任吉林都督。1913年1月，兼任吉林民政長。1913年6月，調廣東民政長，但未赴任。
1914年10月24日，陳昭常在上海逝世。